# 瑪麗·蘇·賀伯特
瑪麗·蘇·賀伯特（英語：Mary Sue Hubbard；1931年6月17日—2002年11月25日）是一名山达基的主要人物。1951年她還是大學生時，參與了戴尼提並成爲了一名聽析員。在1952年與戴尼提創始人賀伯特結婚後，兩人前往鳳凰城建立了“賀伯特山達基人協會”（HAS）作爲最初的山達基組織。她創建了“Scientology”（山達基）一詞來命名這套信仰系統，建立了山達基教會，並作爲組織的二號人物實際參與管理，同時作爲守護者辦公室的領導來保衛組織。在1978年，滲透美國聯邦政府等機構的“白雪公主行動”的陰謀被美國聯邦調查局偵破，瑪麗·蘇在1979年12月被定罪入獄五年，罰款一萬美元。

## 生平
1931年出生在德克萨斯州，是L·罗恩·贺伯特的第三任妻子，1952年結婚，直到1986年賀伯特過世。她是山達基的一位領導人士。她與賀伯特總共生下四個孩子，第一個女兒黛安娜 (1952年)、第二個孩子奎丁(Quentin，1954年)、第三個孩子Suzette (1955年)、以及第四個孩子Arthur (1958年)。